# Niederburg (Büren)
Die Niederburg, auch Unteres Haus auf der Brede genannt, ist eine kleine Burgruine in Ostwestfalen im Kreis Paderborn. Sie steht im Tal der Alme am nördlichen Ortsrand des zur nordrhein-westfälischen Stadt Büren gehörenden Ortsteils Brenken. Sie liegt im Landschaftsschutzgebiet Fließgewässer, Auen und kleine Täler.

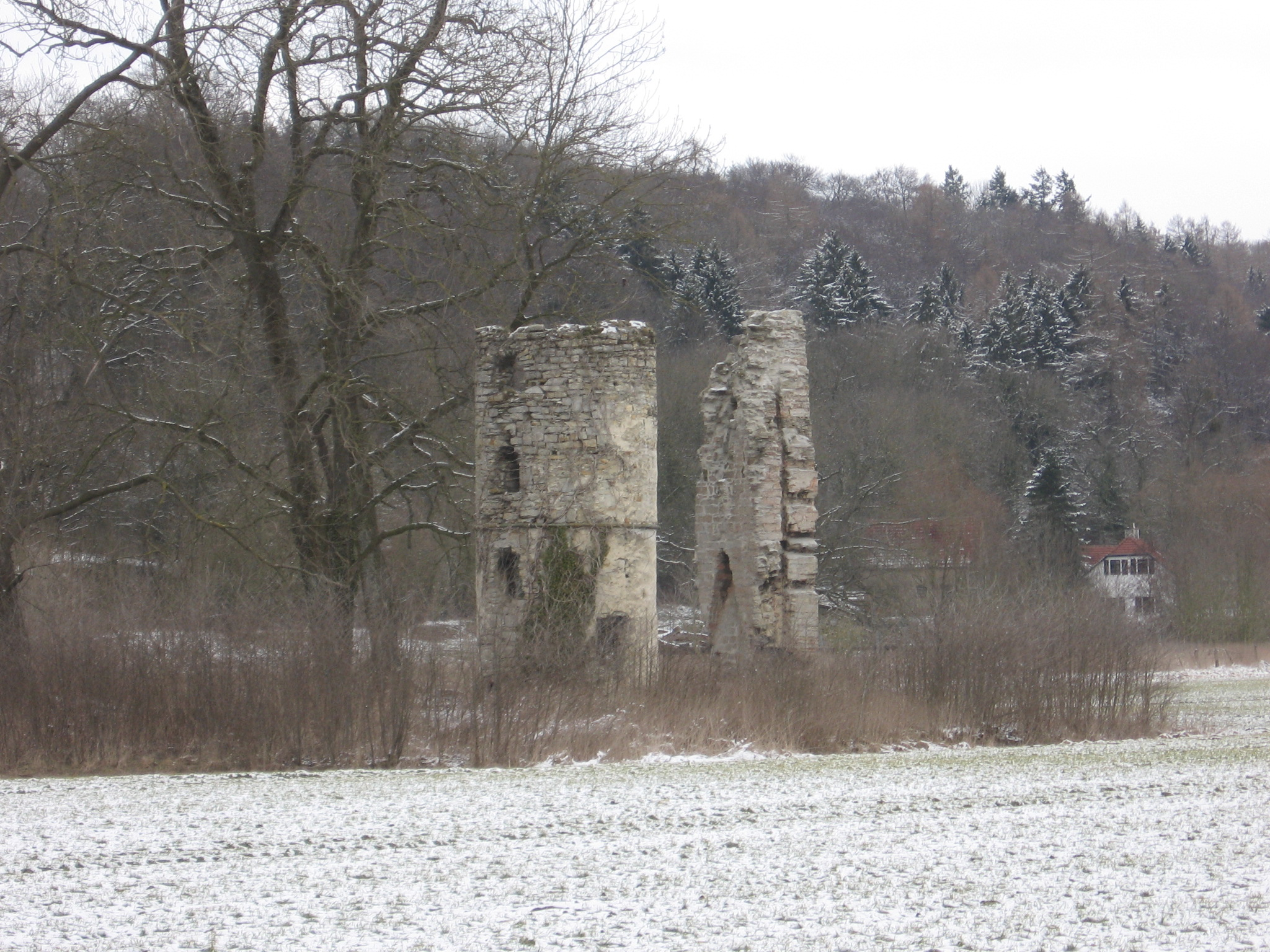
Ruine der Niederburg im März 2013

Ihr genaues Erbauungsdatum ist nicht bekannt. Sie war der Wohnsitz eines Adelsgeschlechts, das sich die Herren von und zu Brenken nannte. Die Anlage wurde erstmals 1550 als „Neynenhus“ erwähnt. Möglicherweise ist sie identisch mit einem 1524 erwähnten „Hof zur Brede“. Alhard von Brenken soll das Haus zwischen 1550 und 1568 erneuert haben. Nach dessen Tod ging es über seine Witwe Katharina von Meschede an deren Familie über, die es schließlich an die Familie von Bocholtz verkaufte. Die Burg wurde 1622 im Dreißigjährigen Krieg durch die Truppen des Herzogs Christian von Braunschweig zerstört.
Von der auf einem Feld gelegenen Anlage sind lediglich der heute noch dreigeschossige Stumpf eines Treppenturms sowie die Giebelwand eines Wohngebäudes mit zwei übereinanderliegenden Kaminen erhalten. Diese Bauteile werden in das Ende des 15. oder den Anfang des 16. Jahrhunderts datiert, der Neubau aus der Mitte des 16. Jahrhunderts kann somit nicht das vollständige Gebäude betroffen haben.
Die sich heute noch im Privatbesitz befindliche Ruine ist nicht bewirtschaftet und kann aufgrund der bestehenden Einsturzgefahr lediglich aus der Distanz besichtigt werden.
Die Anlage wurde unter dem Namen „Burgruine der Niederburg“ unter der lfd. Nummer 3/6 am 14. Mai 1992 als Kulturdenkmal in die Denkmalliste der Stadt Büren eingetragen.